# Ohmgebirge
Das Ohmgebirge ist ein bis 533,4 m ü. NHN hoher und etwa 80 km² großer Muschelkalk-Tafelberg des Untereichsfelds im Landkreis Eichsfeld, Nordthüringen (Deutschland).

## Geographie
Das Ohmgebirge, dessen südöstliche Ausläufer die Bleicheröder Berge sind, liegt im Landkreis Eichsfeld an der Nahtstelle zum Landkreis Nordhausen. Es befindet sich zwischen Weißenborn-Lüderode im Norden, Bleicherode im Südosten, Worbis im Süden und Teistungen im Westen und breitet sich zwischen den Oberläufen der Helme im Norden und der Wipper im Süden aus. Im Norden und Westen schließt sich das Untereichsfeld an, weiter im Süden der Höhenzug des Dün und im Südwesten der Naturpark Eichsfeld-Hainich-Werratal.
Die wellige Hochfläche des Ohmgebirges wird für Ackerbau und Weidewirtschaft genutzt, der größte Teil, besonders die steilen Randbereiche, sind mit Kalkbuchenwäldern bewachsen. Außerdem finden sich Kalkmagerrasenflächen und wildwachsende Eiben.

## Naturräumliche Zuordnung
Nach der naturräumlichen Gliederung Deutschlands wird das Ohmgebirge nach Blatt Kassel wie folgt zugeordnet:
- (zu 37 Weser-Leine-Bergland, Niedersächsisches Bergland)
  - (375 Unteres Eichsfeld)
    - 375.2 Ohmgebirge und Bleicheröder Berge

Die Thüringer Landesanstalt für Umwelt und Geologie benutzt eine etwas gröbere eigene, nur landesweit existierende Gliederung, innerhalb derer die Landschaft Ohmgebirge-Bleicheröder Berge in der Einheit  Nordthüringer Buntsandsteinland liegt.
Die Muschelkalk-Höhenzüge Ohmgebirge und Bleicheröder Berge sind in beiden Einteilungen als ein zusammenhängender Einzelnaturraum ausgewiesen. Sie stellen eher eine durch das Untere Eichsfeld unterbrochene Fortsetzung der nordwestlichen Randplatte des Thüringer Beckens dar.
Benachbarte Naturräume sind im Uhrzeigersinn betrachtet:
- Unteres Eichsfeld mit dem Eichsfelder Kessel im Süden und den Zehnsberg im Westen
- Eichsfelder Becken mit dem Duderstädter Becken im Nordwesten und der Hügellandschaft der Hellberge im Norden
- Silkeroder Hügelland jenseits der Geroder Eller im Nordosten
- Nordthüringer Hügelland im Osten

## Geologie
Das Ohmgebirge (und die südöstlich anschließenden Bleicheröder Berge) sitzen als Zeugenberge mit einer Muschelkalkschichtstufe der umgebenden Buntsandsteinhügellandschaft auf. Die Schichtstufe leitet häufig mit Felsabbrüchen zur welligen Ohmgebirgs-Hochfläche über. Beispiele sind der Hübelstein bei Breitenworbis und die 30 m hohe Hauröder Klippe. Im Bereich der Ohmgebirgs-Grabenzone zwischen Worbis und Holungen liegen verschiedene Gesteine vor, unter anderem auch Kreide. Die Grabenzone ist der zentrale Teil der Ohmgebirgsmulde, die das Thüringer Becken nach Nordwesten begrenzt. Den Sockel des Ohmgebirges bildet der Röt mit seinem lehmig-tonigen und wasserundurchlässigen Charakter, jene Erhebungen auf der Hochfläche bestehen aus Oberem Muschelkalk, während zwischen Worbis, Kirchohmfeld und Kaltohmfeld Keuper- und Kreidesedimente zu finden sind. Jene Muschelkalkschichten zeigen sich äußerst zerklüftet und wasserdurchlässig, aufgrund dessen nur wenige kleine Fließgewässer existieren, welche zum Teil noch auf der Hochfläche wieder versickern. Die ausgewaschenen Gipslager im Stufenbildner Röt führen häufig zu Einbrüchen, Erdfällen und Suberosionen in den oberen Deckenschichten.

## Berge und Erhebungen

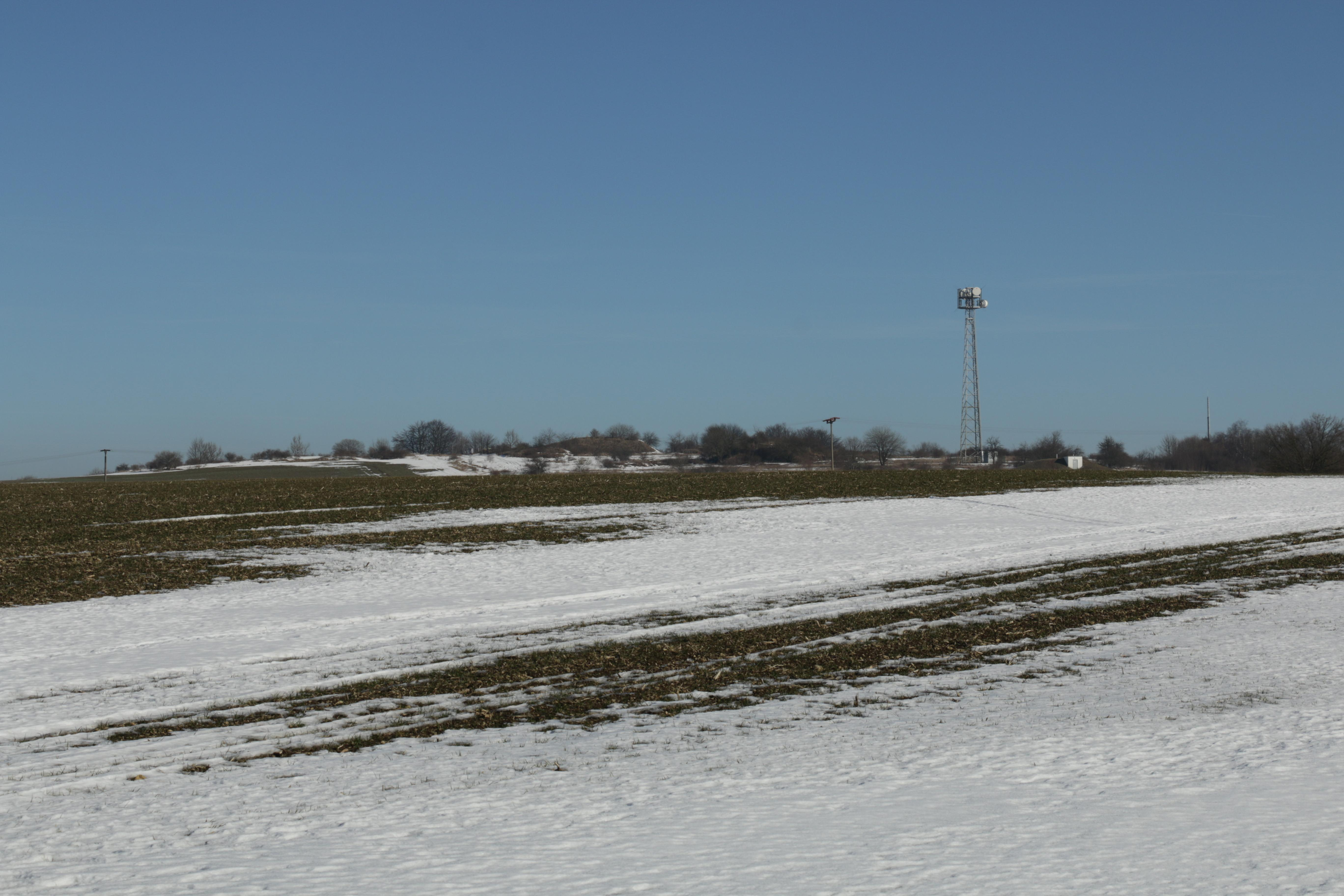
Der Birkenberg, von Kaltohmfeld aus gesehen, höchste Erhebung auf der Hochfläche des Ohmgebirges.

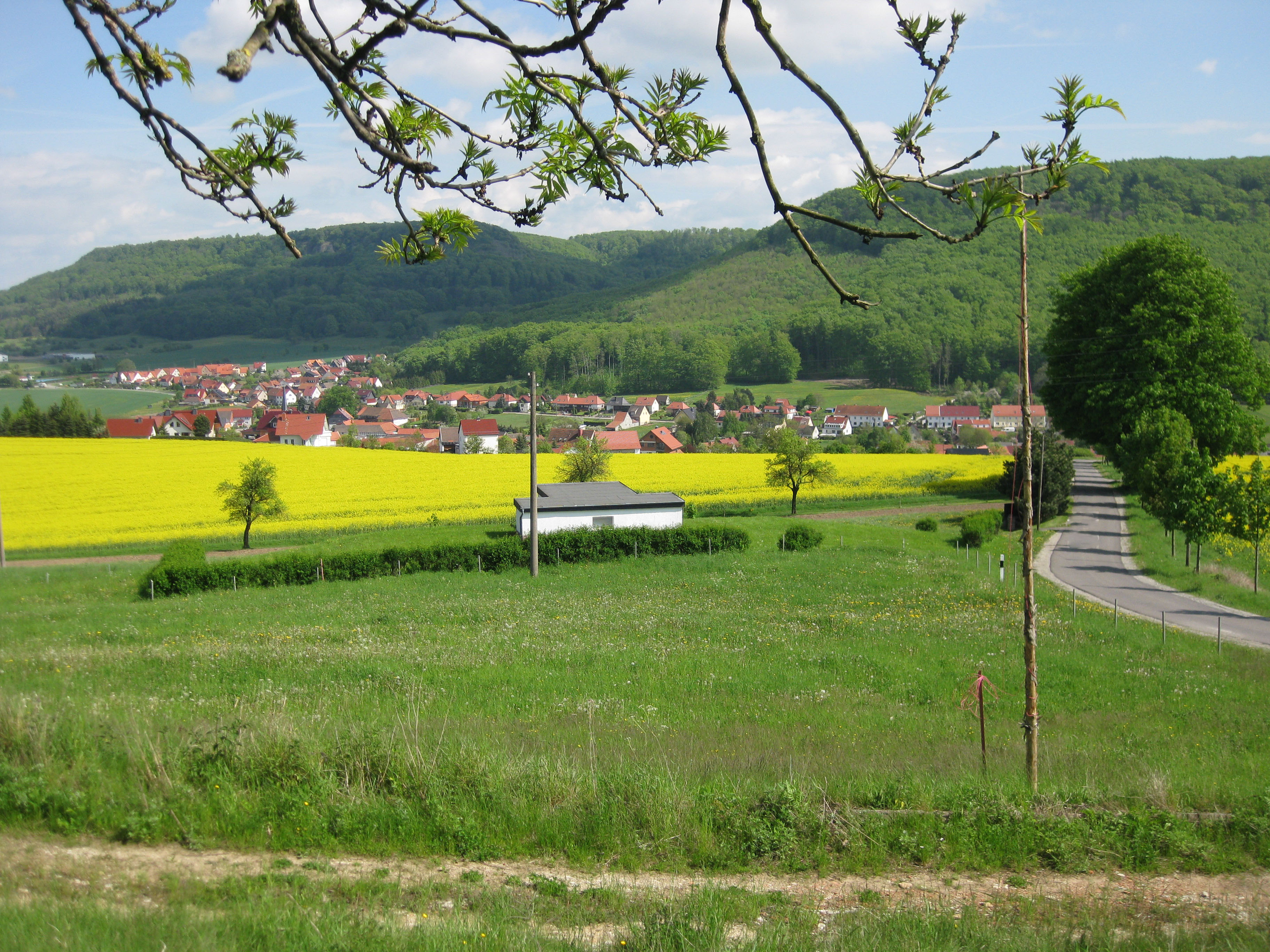
Der Ohmberg (links) und die Sonder (rechts) am Nordostrand des Ohmgebirges

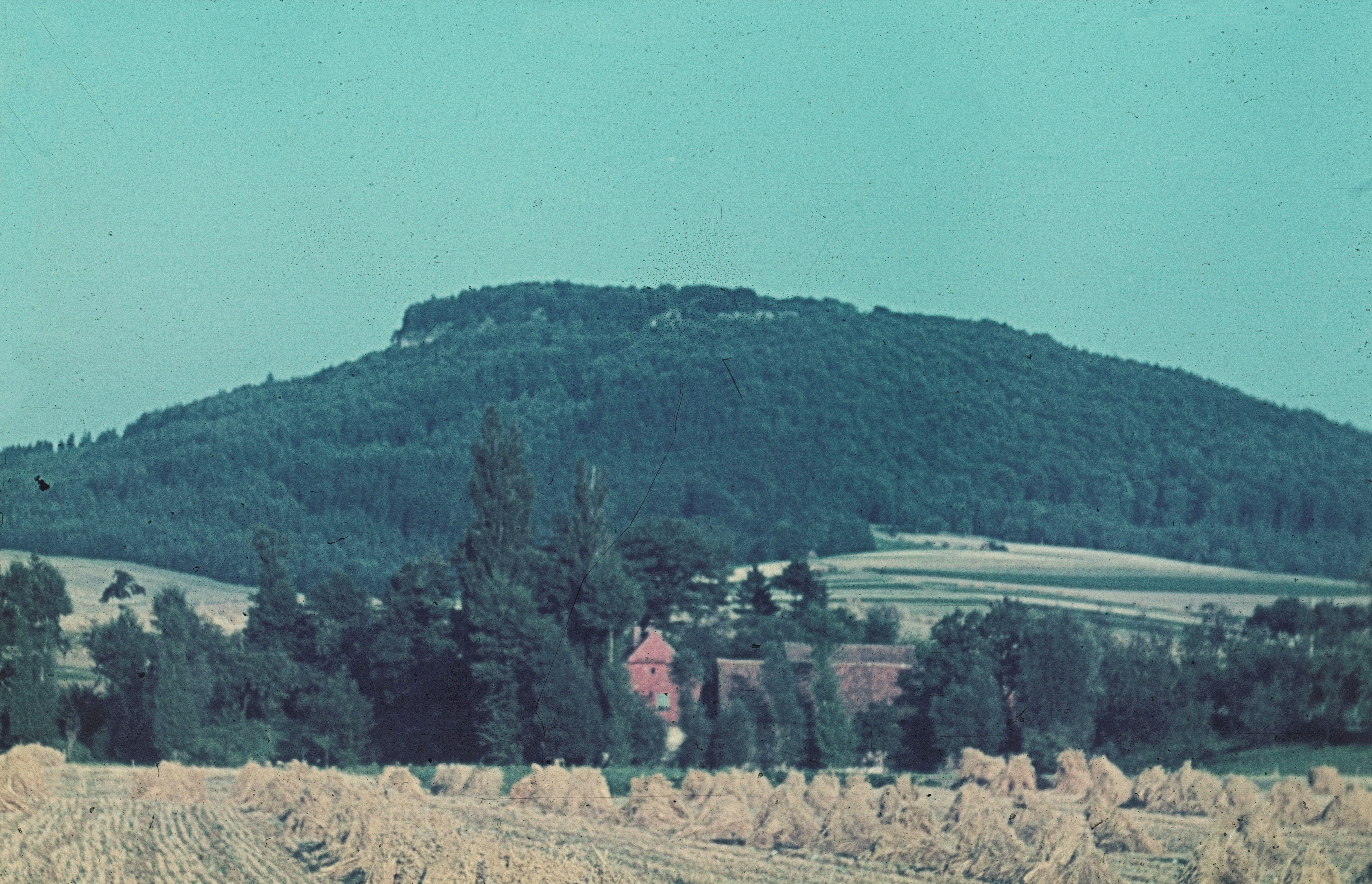
Die Hasenburg bei Haynrode

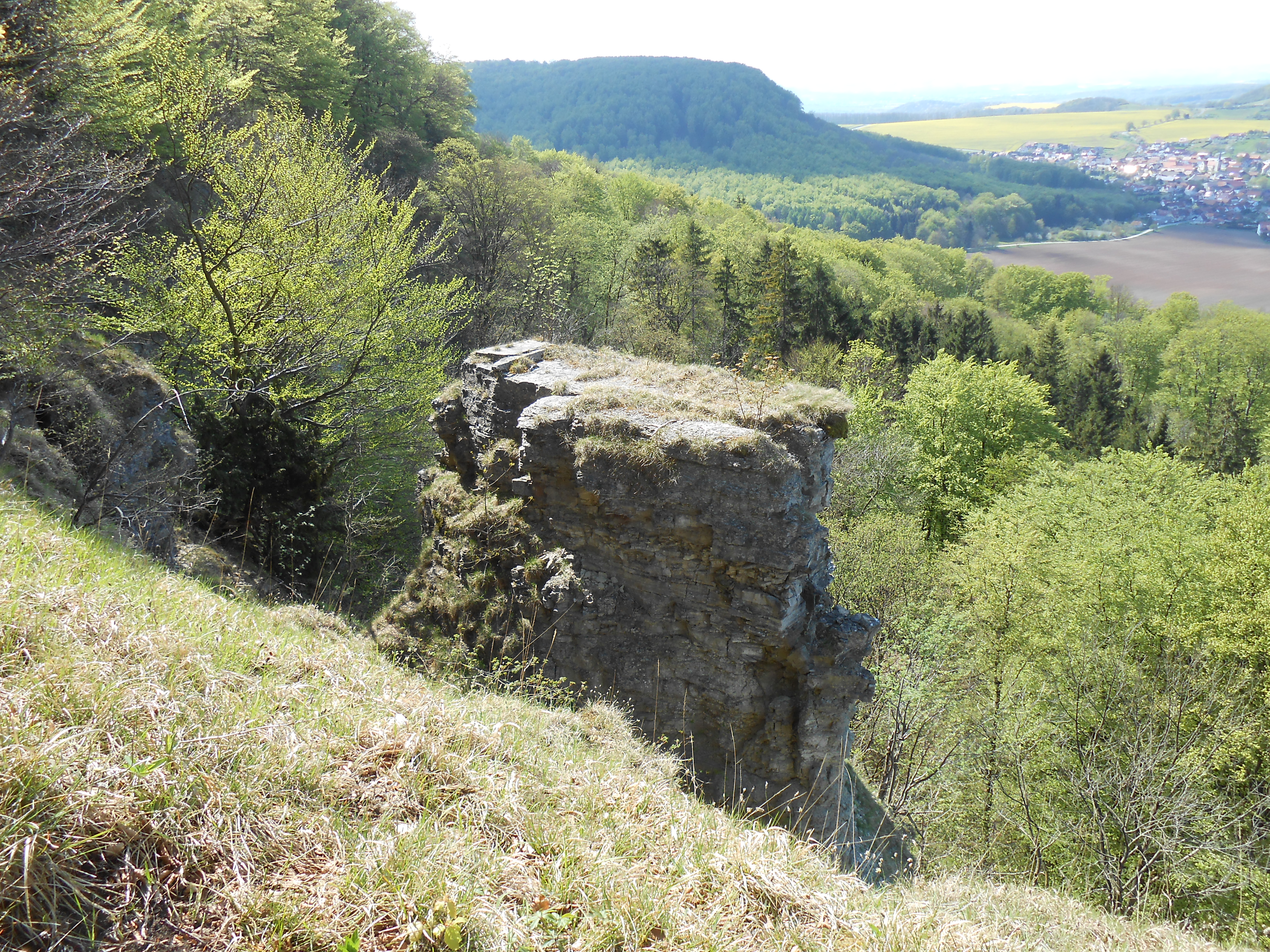
Eine der „Wilden Kirchen“ auf dem Ohmberg

Zu den Bergen und Erhebungen des Ohmgebirges im engeren Sinne und dessen Ausläufer nach Norden und Osten, die bereits benachbarten Naturräumen zugerechnet werden, gehören – mit Höhe in Meter über Normalhöhennull (NHN):
- Birkenberg (533,4 m), höchster Berg des Ohmgebirges und guter Aussichtsberg nördlich von Kaltohmfeld
- Bornberg (529,7 m), nördlich von Kirchohmfeld
- Ohmberg (528,7 m), westlich von Hauröden
- Kälberberg (524,7 m), südlich von Kaltohmfeld
  - Oberberg (496,5 m)
  - Mittelberg (449,9 m)
- Ochsenberg (514,6 m), westlich von Kaltohmfeld
- Sonder (512,9 m), südlich von Holungen
- Trogberg (502,9 m), südöstlich von Wehnde
- Oberberg (496,5 m), nordöstlich von Worbis
- Schwarzenberg (491,4 m), südöstlich von Brehme
- Hasenburg (487,4 m), südöstlicher Zeugenberg, nördlich von Buhla
- Sonnenstein (485,6 m), nordwestlich von Holungen
  - Wehenberg (440,8 m)
  - Braune Bühl (427,5 m)
- Mittelberg (475,8 m), weiter nördlich von Wintzingerode
- Heinrichsberg (478,4 m), nordwestlich von Kirchohmfeld
- Himberg (474,0 m), westlich von Haynrode
- Mittelberg (465,9 m), zwischen Kaltohmfeld und Breitenworbis
- Fernstein (464,0 m), östlich von Ferna
- Langenberg (462,6 m), nördlich von Kirchworbis
- Ziegenrück (460,8 m), höchster Berg der Bleicheröder Berge, südlich von Buhla
- Haferberg (460,7 m), östlich von Kirchohmfeld
- Krantberg (455,6 m), nördlich von Holungen
- Haarburg (453,1 m), südöstlicher Zeugenberg, südöstlich von Haynrode
- Kanstein (435,5 m), nordwestlich von Worbis
- Rottersberg (420,6 m), nordwestlich von Worbis
- Winkelberg (415,2 m), östlich von Jützenbach
- Die Hardt (400,9 m), nördlich von Worbis
- Großer Heuberg (389,0 m), nordwestlich von Bischofferode
- Steinberg (385,8 m), östlicher Ausläufer, westlich von Werningerode (OT von Steinrode)
- Buchenberg (383,5 m), nordöstlich von Brehme
- Bauerberg (361,6 m), östlicher Ausläufer, östlich von Werningerode (Grenzbereich zum Landkreis Nordhausen)
- Stadtberg (351,2 m), nördlicher Ausläufer, südwestlich von Jützenbach
- Hühnerberg (349,9 m), östlicher Ausläufer, südlich von Bischofferode
- Sommerberg (342,1 m), nördlicher Ausläufer, nördlich von Brehme
- Nonnecke (338,5 m), nordwestlicher Ausläufer, westlich von Wehnde

→ Für diese und weitere siehe Absatz Ohmgebirge des Artikels „Liste von Bergen und Erhebungen in Thüringen“.

## Fließgewässer
Das Ohmgebirge ist das Ursprungsgebiet von Hahle, Helme, Wipper, Brehme und Bode.
Durch das Ohmgebirge verläuft die Elbe-Weser-Wasserscheide. Der Westteil des Gebirges entwässert über Hahle und Brehme zur Leine und Weser. Die Bode und ihre Nebenbäche sowie die Wipper entwässern den Ostteils des Ohmgebirges; sie zählen zum Einzugsgebiet der Elbe.

## Ortschaften

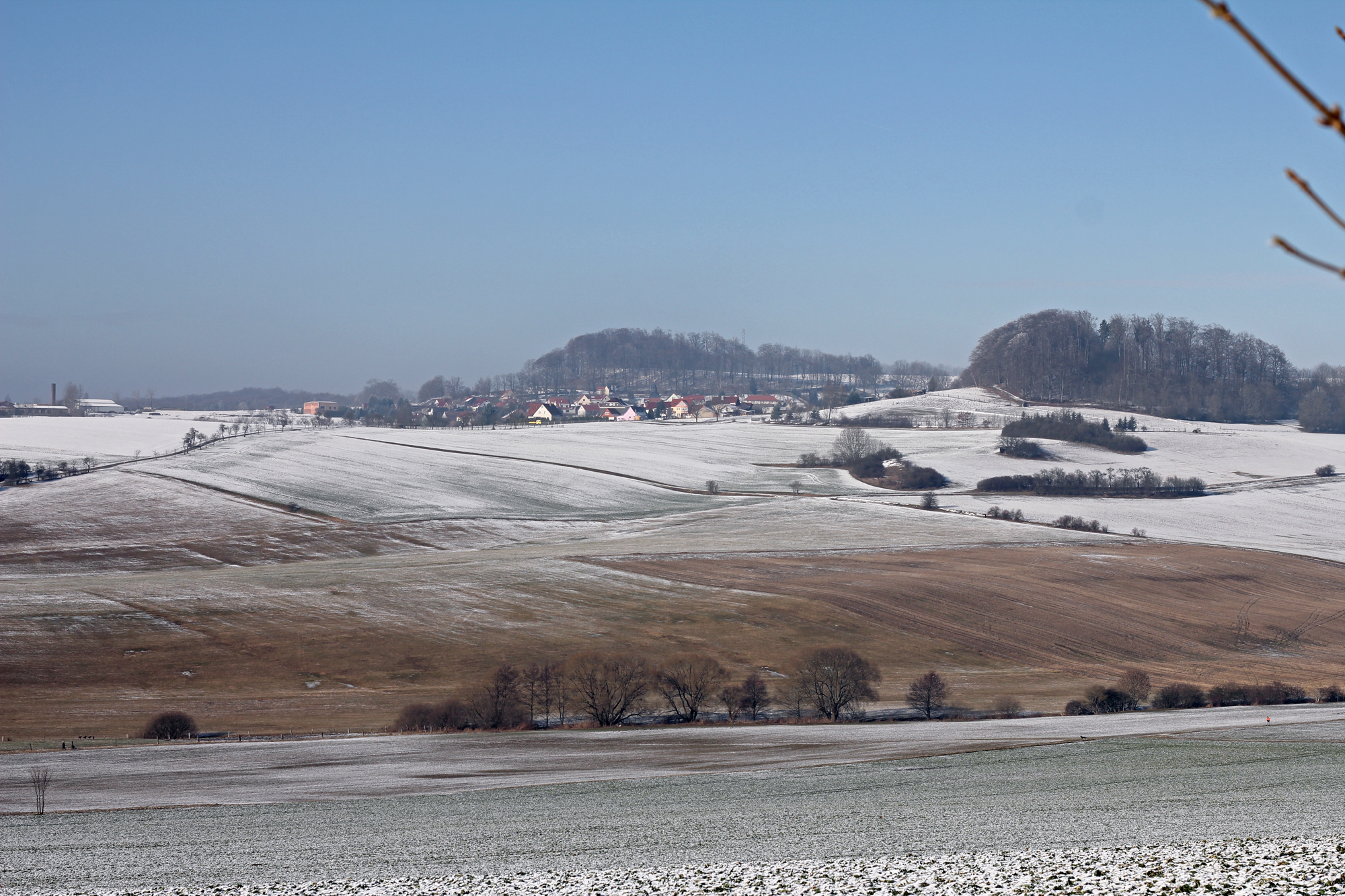
Blick auf Kirchohmfeld im Winter

Zu den Ortschaften im und am Ohmgebirge gehören:
| - Bischofferode (im Nordteil) - Bleicherode (südöstlich) - Breitenworbis (südlich) - Brehme - Buhla (im südlichen Zentrum) - Ecklingerode (nordwestlich) - Ferna (südwestlich) - Großbodungen (im Nordostteil) - Haynrode (im südlichen Zentrum) - Holungen (im Nordteil) - Kehmstedt (östlich) - Kaltohmfeld (im Zentrum) | - Kirchohmfeld (im Zentrum) - Kirchworbis (südlich) - Kraja (im Ostteil) - Neustadt (im Nordostteil) - Sollstedt (südöstlich) - Trebra (nordöstlich) - Tastungen (westlich) - Teistungen (westlich) - Weißenborn-Lüderode (nördlich) - Wehnde (westlich) - Wintzingerode (südlich) - Wülfingerode (östlich) | - Worbis (südsüdwestlich) |

## Namensherkunft und Geschichte

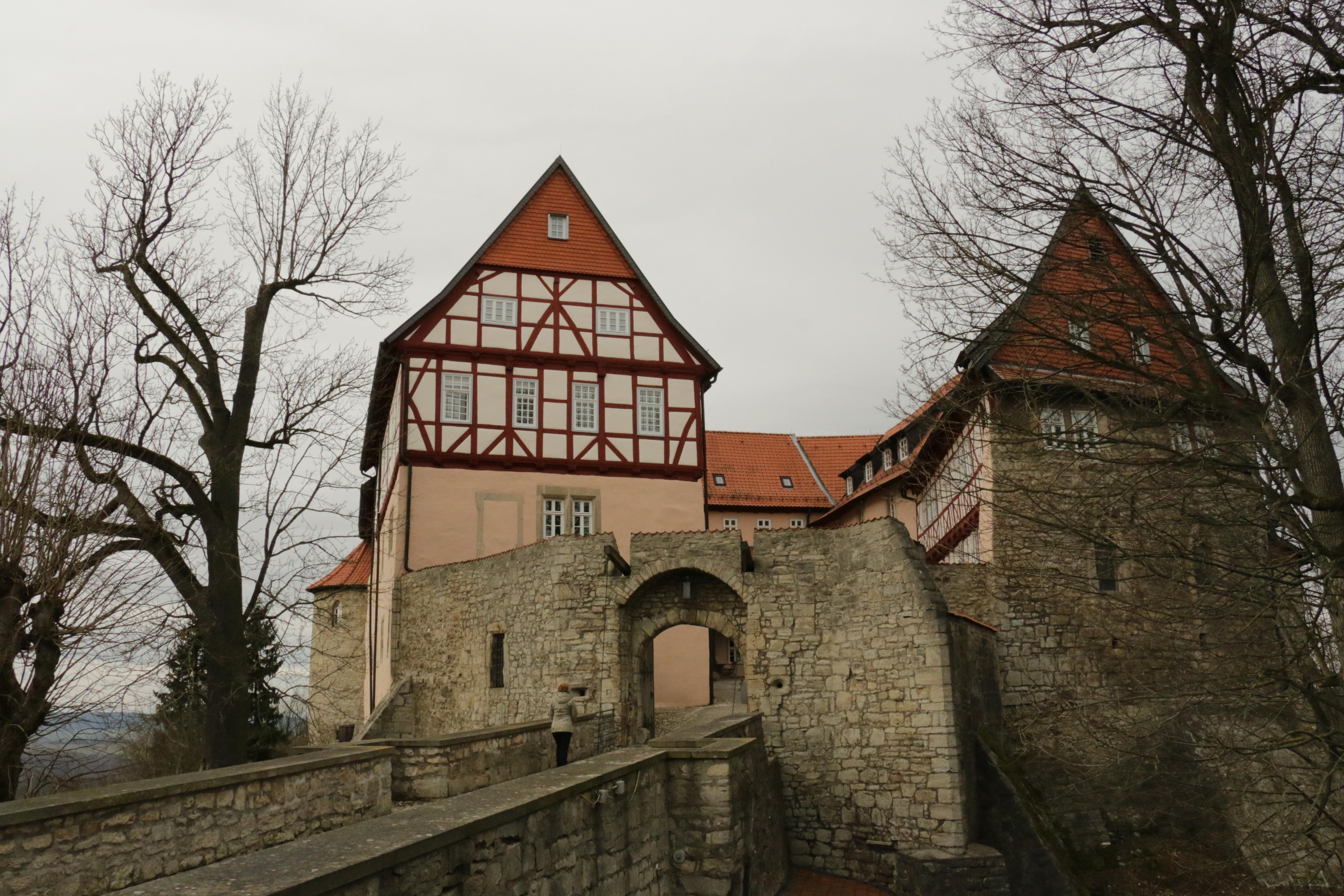
Burg Bodenstein von Osten aus gesehen.

Bis zum Ende des 19. Jahrhunderts wurde das Ohmgebirge noch Ohmberg (auch Ohmberge) genannt. Seinen Namen hat das Ohmgebirge bzw. der Ohmberg von dem südlich verlaufenden Fluss Ohne (germanisch „Aumana“), was Quelle oder Flusslauf bedeutet. Die erste urkundliche Erwähnung „in pago Onfelt“ aus dem 9. Jahrhundert bezeichnet den mittelalterlichen Ohmfeldgau, 1217 erscheint nochmals der Name „onvelde“. Die Hochfläche wird auch als Ohmfeld bezeichnet, wovon die Ortsnamen Kalt- und Kirchohmfeld abgeleitet wurden. Im Nordwesten und Nordosten des Ohmgebirges heißen noch heute zwei Berge Ohmberg.
Am Nordrand des Ohmgebirges verlief vermutlich die Stammesgrenze zwischen thüringischen und sächsischen Volksstämmen, welche vermutlich mit einer Landwehr geschützt wurde. Darüber hinaus existierten am Gebirgsrand mehrere Wallburgen und Befestigungsanlagen, von denen noch die Burg Bodenstein und die Wehnder Warte erhalten sind. Noch heute bildet diese Besiedlungsgrenze die Sprachgrenze zwischen dem Niederdeutschen und dem Mitteldeutschen im Eichsfeld.
Um das Jahr 1400 gab es im Ohmgebirge mehrere Bergbauversuche des Mainzer Kurfürsten, um für seine Münzprägungsstätte in Heiligenstadt Silber zu finden. Auf Grund der geologischen Situation waren diese Versuche aber nicht erfolgreich.
Auf Grund seiner Höhenlage befand sich zu Zeiten der DDR auf dem Birkenberg eine Radarstation der Sowjetarmee, welche mittlerweile abgerissen und der ehemalige Standort renaturiert wurde. Erhalten geblieben sind lediglich der Schlagbaum zur ehemaligen Garnison und die bis zu sechs Meter hohen aufgeschütteten Fundamente der Radaranlagen. Nach dem Ende des Kalisalzabbaues 1993 in Bischofferode am Rande des Ohmgebirges wurden im Jahr 2022 im Gebiet des Bergwerkseigentum Ohmgebirge zwei Sondierungsbohrungen durchgeführt, um eine erneute Abbauwürdigkeit zu prüfen.

## Tourismus

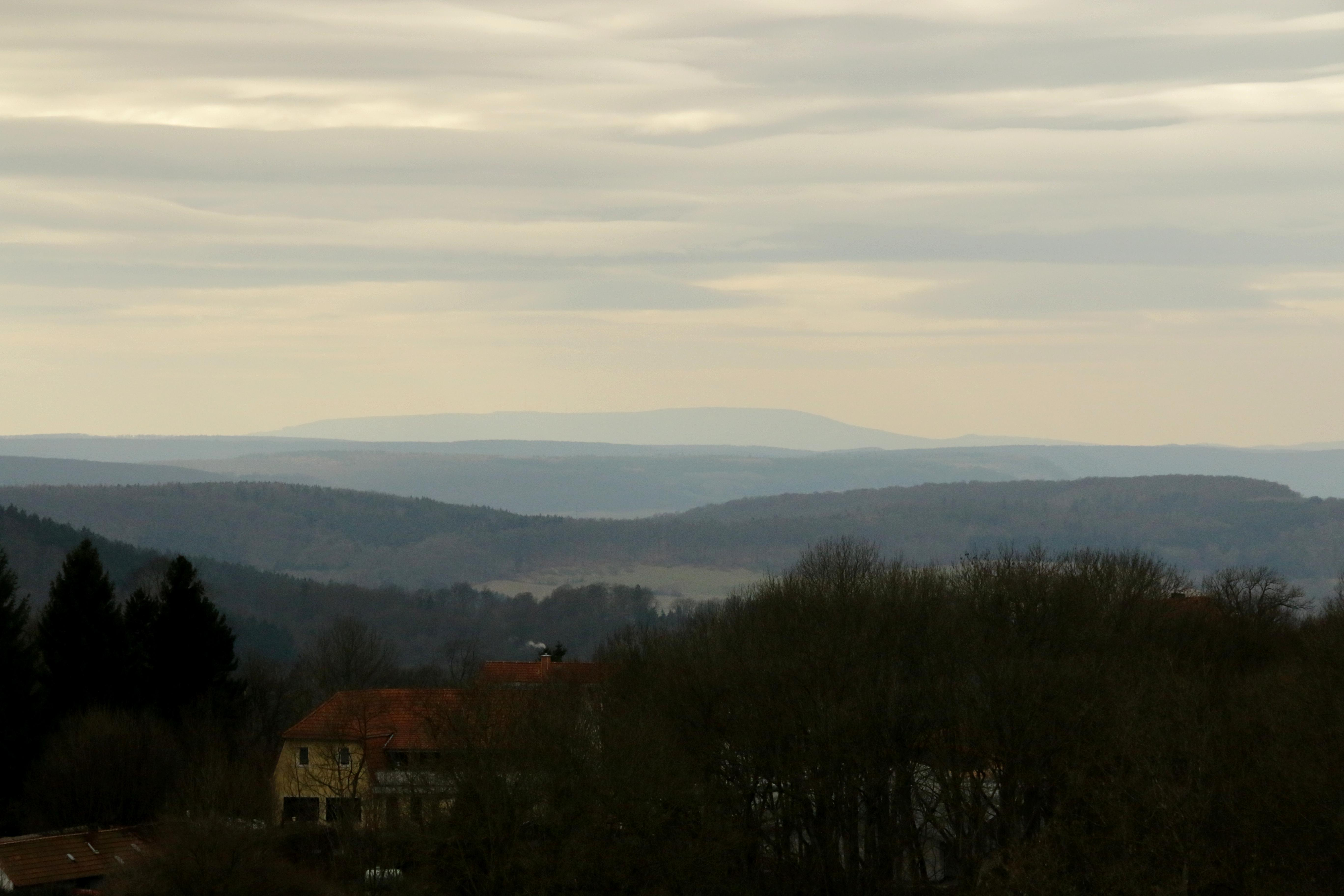
Blick vom Südwestrand des Ohmgebirges zum Hohen Meißner

Das Gebiet des Ohmgebirges bietet zahlreiche touristische Ausflugsmöglichkeiten. Sehenswürdigkeiten sind:
- Burg Bodenstein bei Kirchohmfeld
- Heinrich-Werner-Denkmal in Kirchohmfeld
- Gruft derer von Wintzingerode in Wintzingerode
- Kirchenruine Wildungen bei Brehme
- Wehnder Warte
- ehemaliges Kloster Gerode bei Weißenborn-Lüderode
- Bergbaumuseum in Bischofferode
- Bärenpark in Worbis

Die abwechslungsreiche Landschaft mit ihren Buchenmischwäldern, ihrem Artenreichtum an Flora und Fauna ist ideal für Ausflüge und Wanderungen. Von den Aussichtspunkten Sonnenstein bei Brehme, Hauröder Klippen, Kälberberg bei Kaltohmfeld, der Burg Bodenstein und der Wehnder Warte sind weite Aussichten bis zum Harz, Kyffhäuser, oberes und unteres Eichsfeld sowie das obere Leinebergland möglich.